# Sân vận động Zimbru
Sân vận động Zimbru là một sân vận động bóng đá ở Chișinău, Moldova, được hoàn thành vào tháng 5 năm 2006 với sức chứa 10.400 chỗ ngồi, đáp ứng tất cả các chỉ tiêu cần thiết theo yêu cầu của UEFA và FIFA cho các trận đấu quốc gia và quốc tế. Hiện tại sân được sử dụng chủ yếu cho các trận đấu bóng đá và là sân nhà của câu lạc bộ Zimbru Chișinău và đội tuyển bóng đá quốc gia Moldova.
Trận thất bại đậm thứ hai của đội tuyển Moldova đã diễn ra tại sân vận động này, đó là thất bại 5–0 trước đội tuyển Anh vào tháng 9 năm 2012, trong vòng loại World Cup 2014.

## Xây dựng
Việc xây dựng sân vận động mất 27 tháng để hoàn thành với chi phí gần 11 triệu USD.

## Điều kiện
Hộp VIP được dành riêng cho 250 người. Nhà báo thể thao có 44 địa điểm lúc xử lý của họ. Sân vận động đáp ứng tất cả các yêu cầu để tổ chức các trận đấu quốc tế chính thức.